# ATP Tour Championship Tennis
ATP Tour Championship Tennis est un jeu vidéo de tennis sorti en 1994 sur Mega Drive. Le jeu a été édité par Sega. Bénéficiant de la licence ATP, on y retrouve pas moins de 40 joueurs professionnels.

## Système de jeu
Quatre modes de jeu sont disponibles :
- Match d'exhibition
- Tournoi unique incluant 32 joueurs
- ATP Senior Tour : Tournoi mettant aux prises 8 légendes du tennis
- ATP Tour : Mode carrière, avec incarnation d'un joueur aux caractéristiques propres.

## Joueurs
| - Arthur Ashe - Cliff Drysdale - Rod Laver - Ilie Năstase - John Newcombe - Ken Rosewall - Fred Stolle - Stan Smith - Pete Sampras - John McEnroe - Patrick McEnroe - Michael Chang - Todd Martin - Aaron Krickstein - David Wheaton - Richey Reneberg - Brad Gilbert - MaliVai Washington - Ivan Lendl - Michael Stich | - Richard Krajicek - Paul Haarhuis - Jaime Yzaga - Alexander Volkov - Andrei Chesnokov - Wally Masur - Amos Mansdorf - Thomas Muster - Petr Korda - Guy Forget - Cédric Pioline - Sergi Bruguera - Carlos Costa - Emilio Sánchez - Javier Sánchez - Stefan Edberg - Magnus Gustafsson - Mikael Pernfors - Jonas Svensson - Mats Wilander |

## Tournois
- Newsweek Champions Cup (Masters d'Indian Wells)
- Lipton Int’l Players Champ’s Key Biscayne
- Open du Japon
- Masters de Monte-Carlo
- Tournoi de tennis de Hambourg
- Masters de Rome
- Masters du Canada
- Thriftway ATP Championships (Masters de Cincinnati)
- Tournoi de tennis de Suède
- Masters de Paris-Bercy
- IBM/ATP Tour World Championships (Masters de tennis masculin)